# Торговый дом «С. и Ф. Барановы»
Торговый дом «С. и Ф. Барановы» — компания, основанная купцами Сергеем Илларионовичем Барановым и Фёдором Емельяновичем Барановым в 1891 году и успешно осуществляющая свою деятельность до лета 1906 года. Производство было расположено в деревне Большой Двор Богородского уезда Московской губернии.

## История

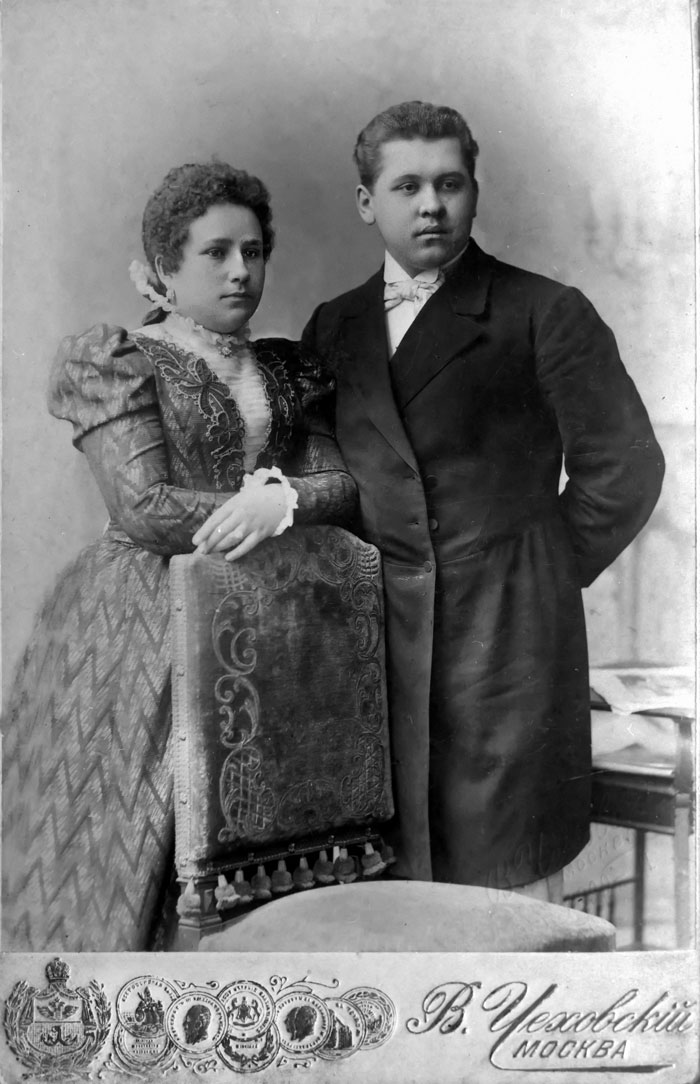
Иван Фёдорович Баранов и Елена Алексеевна Баранова (Крестова)

Барановы с середины XIX века владели небольшими шёлкоткацкими фабриками и раздаточными конторами. Фабриканты жили в деревне Большой Двор Богородского уезда. Временный богородский купец Сергей Илларионович Баранов и временный московский купец 2-й гильдии Федор Емельянович Баранов приходились друг другу родственниками.
В 1868 году Сергей Илларионович Баранов получил разрешение на содержание фабрики от властей.
В 1891 году они учредили Торговый дом «С. и Ф. Барановы». Торговую деятельности купцы вели в Москве, в городской части на Мезаниновом подворье, контора и фабрики были расположены в деревне Большой Двор Богородского уезда. Каждый из купцов вложил в новое дело по 5 тысяч рублей серебром. Они могли управлять делами и получать кредиты для Товарищества как по отдельности, так и вместе.
Торговый дом вел преуспевающую деятельность. Велось строительство новых корпусов, фабриканты приобретали за границей механические ткацкие станки и сновальные машины, покупали паровые котлы. Ткани и платки, которые производились на фабриках Товарищества, потом продавались в Москве, Симбирске, Нижнем Новгороде. Продукцию поставляли за границу: Азия и Индия покупала платки, а Иран шелковую ткань.
Сергей Илларионович умер в 1901 году. После его смерти предприятие получило название Торгового дома «Ф., И. и П. Барановы» и так просуществовало три года, до смерти Фёдора Емельяновича Баранова в 1904 году. Затем компания называлась «Торговый дом И. и А. Барановы».
В 1905 году продукция Торгового дома «С. и Ф. Барановы» на Всемирной выставке в Париже получила золотую медаль. Летом 1906 года у предпринимателей обнаружился недостаток оборотных средств — Товарищество не смогло оплачивать долги и банки перестали выдавать ссуды. Фабрика прекратила свою работу, ее имущество было распродано. На общем собрании кредиторов было принято решение о распродаже оборудования и имущества фабрики. В феврале 1912 года были проданы с торгов жилые здания, фабричные корпуса, земельный участок. Акционерное общество К. О. Жиро стало новым владельцем фабрики. Планировалось восстановить шелковое производство, для этого был построен новый трехэтажный корпус фабрики. Но когда началась мировая война, были сокращены поставки иностранного сырья и оборудования. В 1916 году акционерное общество К. О. Жиро передало фабрику в аренду объединенному Всероссийскому земскому союзу и Всероссийскому союзу городов.

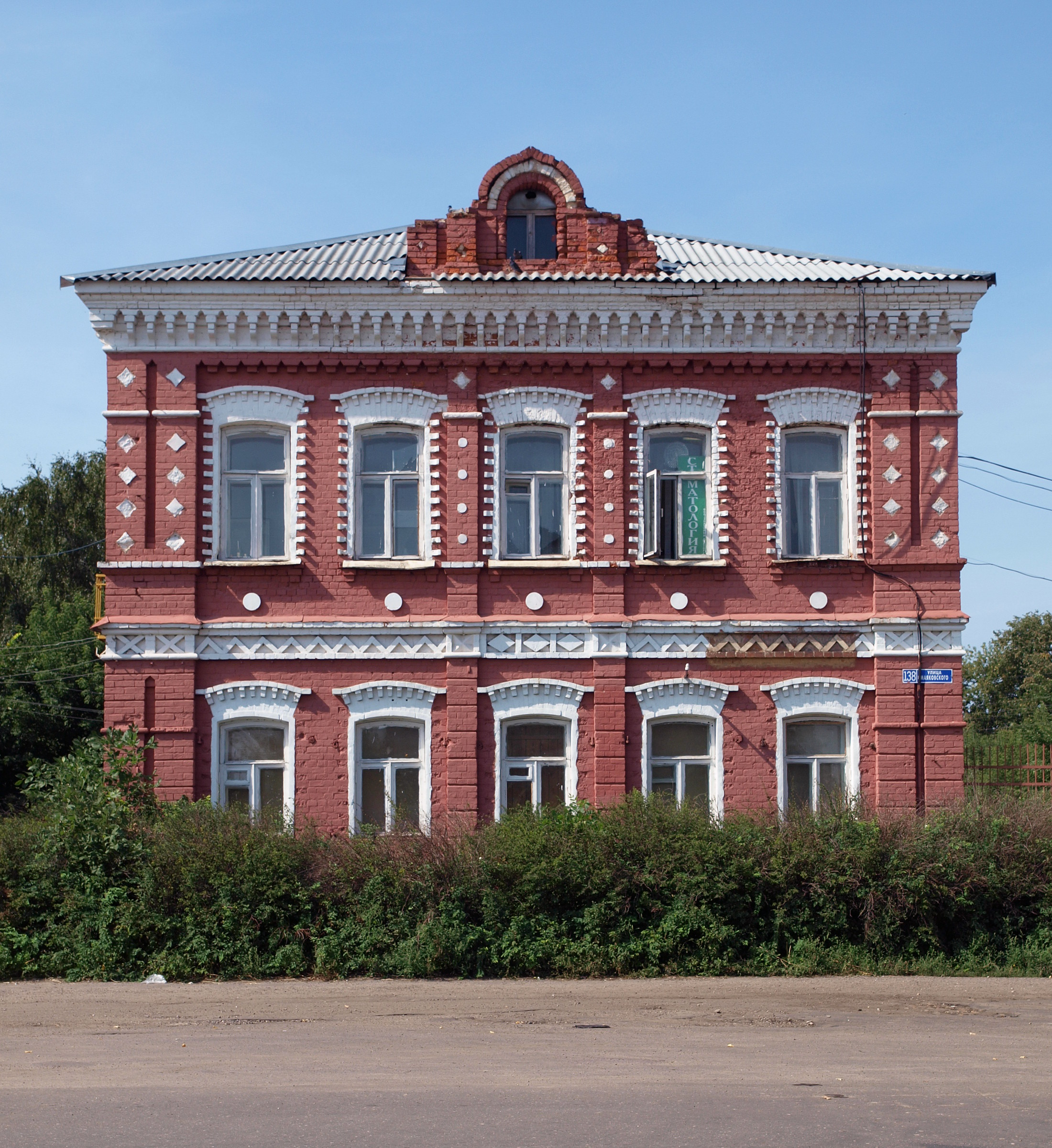
Дом фабриканта Баранова

В посёлке Большие дворы сохранился дом, принадлежавший Ивану Фёдоровичу Баранову, по адресу: улица Маяковского, дом № 106.

### Семья
Сергей Илларионович Баранов родился в 1827 году. В его семье было две дочери — Анастасия, родившаяся в 1847 году и Мария, родившаяся в 1862 году. Анастасия Баранова в 1860-х годах вышла замуж за Фёдора Емельяновича Баранова. У Анастасии Сергеевны Барановой и Фёдора Емельяновича Баранова было двое сыновей: Иван родился в 1876 году и Пётр. Иван Фёдорович Баранов женился на Елене Алексеевне Крестовой в 1895 году. У них родился сын Сергей Иванович Баранов. В 1922—1929 году он работал на фабрике своего отца Ивана Фёдоровича заведующим раздаточной конторы. Затем работал кустарём по выпуску галстучной материи. С 1929 года жил в Тбилиси.